# Campagne 2016-2018 de l'équipe d'Allemagne de football
Cet article relate le parcours de l'équipe d'Allemagne de Football durant les éliminatoires pour la coupe du monde 2018.
Cet article ne traite pas du parcours en phase finale de la coupe du monde 2018 pour cela voir :
La Nationalmannschaft obtient sa qualification le 5 octobre 2017 à Belfast contre l'Irlande du Nord.

## Contexte d'avant campagne
Après le parcours jusqu'en demi-finale du championnat d'Europe 2016 organisé en France, l'objectif de la Nationalmannschaft est de se qualifier pour la 19e fois pour la coupe du monde, l'édition 2018 étant organisée en Russie.
L'Allemagne ne peut plus compter sur Bastian Schweinsteiger qui à 31 ans et 120 sélections décide quelques jours après l'Euro 2016
de se retirer de la sélection, tout comme Lukas Podolski.
Contre la Finlande le 31 aout 2016, la fédération allemande permet à Schweinsteiger d'honorer une 121e sélection en guise de jubilé. Podolski fêtera son jubilé le 22 Mars 2017 contre l'Angleterre, inscrivant son 49e but en 130 sélections.

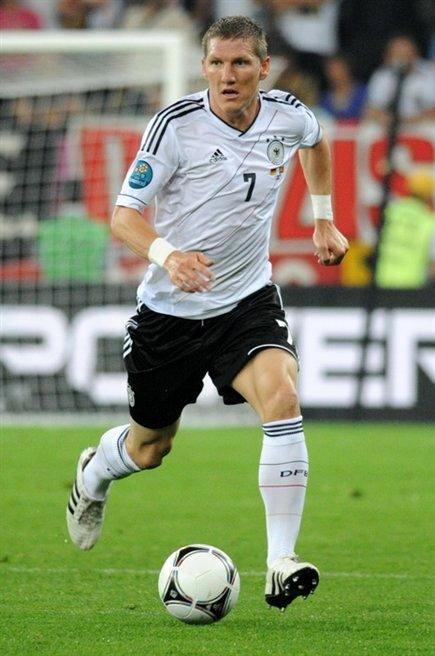
Bastian Schweinsteiger honorera une 121e et dernière sélection

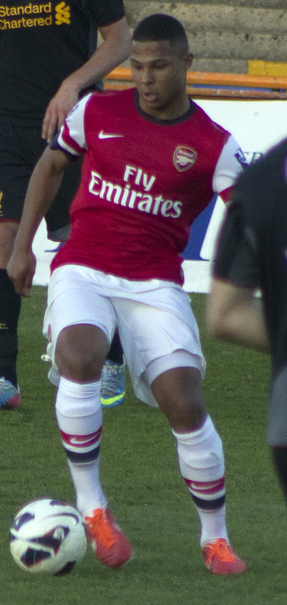
Serge Gnabry auteur d'un triplé pour sa première sélection

## Qualifications pour la Coupe du monde 2018
Un parcours qualificatif presque parfait pour la "Nationalmannschaft" qui obtient dix victoires en dix matchs, avec notamment 43 buts inscrits, soit plus que l'Espagne lors des éliminatoires de l'Euro 2000.
Pour le sélectionneur Joachim Löw cette campagne qualificative doit permettre l'arrivée de quelques nouveaux jeunes joueurs, Niklas Süle, Julian Brandt, et Max Meyer incarnent avec espoir ce renouvellement partiel.
Un premier match contre la Norvège à Oslo et une victoire 3-0 concrétisant une totale domination. Mario Götze est titularisé en pointe contre la formation scandinave, mais c'est Thomas Muller qui va s'illustrer en marquant un doublé, Joshua Kimmich sera l'autre buteur de la rencontre. 3-0 ce sera le même tarif appliqué à Hambourg au Volksparkstadion contre la République Tchèque avec de nouveau un doublé de Thomas Muller et une réalisation de Toni Kroos. Avec 6 points en deux matchs l'Allemagne prenez ainsi la première place à égalité avec l'Azerbaïdjan.
Le troisième adversaire l'Irlande du Nord s'incline 2-0, outre la victoire des germaniques c'est la 14{e} confrontation entre ces deux pays depuis le 10 mai 1961 où la Nationalmannschaft encaisse au maximum un but. Saint Marin sera balayé 8-0 à domicile avec un triplé de Serge Gnabry qui réalise comme Dieter Muller en 1976 un triplé pour sa première sélection. Contre l'Azerbaïdjan (victoire 4-1) André Schürrle réalise un doublé alors qu'il n'avait plus marqué en sélection depuis le 13 Juin 2015. A Nuremberg Saint Marin subit de nouveau les assauts offensifs des joueurs au maillot blanc c'est Sandro Wagner qui réalise cette fois ci un triplé, non pas pour sa première mais pour sa deuxième sélection. L'Allemagne poursuit son sans faute à Prague avec une courte victoire (2-1) et un quatrième but de Timo Werner en équipe nationale qui confirme son réalisme après ces trois réalisations l'été précédent en coupe des confédérations. Le rouleau compresseur allemand se poursuit et la Norvège ne peut que constater la leçon prise à Stuttgart, une débâcle infligé 6-0 aux scandinaves et c'est une 19{e} qualification pour une coupe du Monde qui semble tendre les bras à la Nationalmannschaft. Une opportunité que les hommes de Joachim Low ne manqueront pas de matérialiser très vite le 5 octobre 2017 à Belfast par Sebastian Rudy qui deviendra en marquant dès la 2e le réalisateur allemand le plus précoce de cette campagne qualificative. Deux autres buts signés Sandro Wagner et Joshua Kimmich officialiseront une victoire finale 3-1. Un dernier match sans enjeux donc contre l'Azerbaïdjan mais que les allemands auront à cœur de gagner avec une dernière victoire 5-1 au Fritz-Walter-Stadion à Kaiserslautern.
| Eliminatoire Mondial 2018                            | Norvège | 0 – 3   | Allemagne                                                  | Ullevaal Stadion, Oslo, Norvège                 |                                                 |
| 4 septembre 2016 · 20h45 · Historique des rencontres |         | (0 – 2) | Thomas Müller 15e · Joshua Kimmich 45e · Thomas Müller 60e | Spectateurs : 26 793 Arbitrage : William Collum | Spectateurs : 26 793 Arbitrage : William Collum |
| 4 septembre 2016 · 20h45 · Historique des rencontres | Rapport |         |                                                            | Spectateurs : 26 793 Arbitrage : William Collum | Spectateurs : 26 793 Arbitrage : William Collum |

| Eliminatoire Mondial 2018                          | Allemagne                                              | 3 – 0   | Tchéquie | Volksparkstadion, Hambourg, Allemagne           |                                                 |
| 8 octobre 2016 · 20h45 · Historique des rencontres | Thomas Müller 13e · Toni Kroos 49e · Thomas Müller 65e | (1 – 0) |          | Spectateurs : 51 299 Arbitrage : Ovidiu Haţegan | Spectateurs : 51 299 Arbitrage : Ovidiu Haţegan |
| 8 octobre 2016 · 20h45 · Historique des rencontres | Rapport                                                |         |          | Spectateurs : 51 299 Arbitrage : Ovidiu Haţegan | Spectateurs : 51 299 Arbitrage : Ovidiu Haţegan |

| Eliminatoire Mondial 2018                           | Allemagne                             | 2 – 0   | Irlande du Nord | HDI-Arena, Hanovre, Allemagne                      |                                                    |
| 11 octobre 2016 · 20h45 · Historique des rencontres | Julian Draxler 13e · Sami Khedira 17e | (2 – 0) |                 | Spectateurs : 42 132 Arbitrage : Paolo Tagliavento | Spectateurs : 42 132 Arbitrage : Paolo Tagliavento |
| 11 octobre 2016 · 20h45 · Historique des rencontres | Rapport                               |         |                 | Spectateurs : 42 132 Arbitrage : Paolo Tagliavento | Spectateurs : 42 132 Arbitrage : Paolo Tagliavento |

| Eliminatoire Mondial 2018                            | Saint-Marin | 0 – 8   | Allemagne | Stadio Olimpico de Serravalle, Serravalle, Saint-Marin |                                                 |
| 11 novembre 2016 · 20h45 · Historique des rencontres |             | (0 – 3) | Sami Khedira 7e · Serge Gnabry 9e · Jonas Hector 32e · Serge Gnabry 58e · Jonas Hector 65e · Serge Gnabry 76e · Mattia Stefanelli 82e (csc) · Kevin Volland 85e | Spectateurs : 3 851 Arbitrage : Artjom Kutschin        | Spectateurs : 3 851 Arbitrage : Artjom Kutschin |
| 11 novembre 2016 · 20h45 · Historique des rencontres | Rapport     |         | | Spectateurs : 3 851 Arbitrage : Artjom Kutschin        | Spectateurs : 3 851 Arbitrage : Artjom Kutschin |

| Eliminatoire Mondial 2018                        | Azerbaïdjan         | 1 – 4   | Allemagne                                                                     | Tofig Bakhramov, Bakou, Azerbaïdjan |                            |
| 26 mars 2017 · 18h00 · Historique des rencontres | Dimitri Nasarow 34e | (1 – 3) | André Schürrle 19e · Thomas Müller 36e · Mario Gomez 45e · André Schürrle 81e | Arbitrage : Daniele Orsato          | Arbitrage : Daniele Orsato |
| 26 mars 2017 · 18h00 · Historique des rencontres |                     |         |                                                                               | Arbitrage : Daniele Orsato          | Arbitrage : Daniele Orsato |

| Eliminatoire Mondial 2018                        | Allemagne | 7 – 0   | Saint-Marin | Stadion Nürnberg, Nuremberg, Allemagne |                           |
| 10 juin 2017 · 20h45 · Historique des rencontres | 11e Julian Draxler · 16e Sandro Wagner · 29e Sandro Wagner · 38e Amin Younes · 47e Shkodran Mustafi · 72e Julian Brandt · 85e Sandro Wagner | (4 – 0) |             | Arbitrage : Radu Petrescu              | Arbitrage : Radu Petrescu |
| 10 juin 2017 · 20h45 · Historique des rencontres | |         |             | Arbitrage : Radu Petrescu              | Arbitrage : Radu Petrescu |

| Eliminatoire Mondial 2018                              | Tchéquie            | 1 – 2   | Allemagne                         | Eden Aréna, Prague, République Tchèque |                             |
| 1er septembre 2017 · 20h45 · Historique des rencontres | Vladimír Darida 78e | (0 – 1) | Timo Werner 4e · Mats Hummels 88e | Arbitrage : Sergej Karassew            | Arbitrage : Sergej Karassew |
| 1er septembre 2017 · 20h45 · Historique des rencontres |                     |         |                                   | Arbitrage : Sergej Karassew            | Arbitrage : Sergej Karassew |

| Eliminatoire Mondial 2018                            | Allemagne | 6 – 0   | Norvège | Mercedes-Benz-Arena, Stuttgart, Allemagne          |                                                    |
| 4 septembre 2017 · 20h45 · Historique des rencontres | Mesut Özil 10e · Julian Draxler 17e · Timo Werner 21e · Timo Werner 40e · Leon Goretzka 50e · Mario Gomez 79e | (4 – 0) |         | Spectateurs : 53 814 Arbitrage : Gediminas Mažeika | Spectateurs : 53 814 Arbitrage : Gediminas Mažeika |
| 4 septembre 2017 · 20h45 · Historique des rencontres | |         |         | Spectateurs : 53 814 Arbitrage : Gediminas Mažeika | Spectateurs : 53 814 Arbitrage : Gediminas Mažeika |

| Eliminatoire Mondial 2018                          | Irlande du Nord   | 1 – 3   | Allemagne                                                  |                                                 |                                                 |
| 5 octobre 2017 · 20h45 · Historique des rencontres | Josh Magennis 93e | (0 – 2) | Sebastian Rudy 2e · Sandro Wagner 21e · Joshua Kimmich 86e | Spectateurs : 18 104 Arbitrage : Danny Makkelie | Spectateurs : 18 104 Arbitrage : Danny Makkelie |
| 5 octobre 2017 · 20h45 · Historique des rencontres |                   |         |                                                            | Spectateurs : 18 104 Arbitrage : Danny Makkelie | Spectateurs : 18 104 Arbitrage : Danny Makkelie |

| Eliminatoire Mondial 2018                          | Allemagne                                                                                     | 5 – 1   | Azerbaïdjan          | Fritz-Walter-Stadion Kaiserslautern               |                                                   |
| 5 octobre 2017 · 20h45 · Historique des rencontres | Leon Goretzka 8e · Sandro Wagner 55e · Antonio Rüdiger 64e · Leon Goretzka 66e · Emre Can 81e | (1 – 1) | Ramil Schejdajew 34e | Spectateurs : 37 613 Arbitrage : Andris Treimanis | Spectateurs : 37 613 Arbitrage : Andris Treimanis |
| 5 octobre 2017 · 20h45 · Historique des rencontres |                                                                                               |         |                      | Spectateurs : 37 613 Arbitrage : Andris Treimanis | Spectateurs : 37 613 Arbitrage : Andris Treimanis |

### Classement final du groupe C
| Rang | Équipe          | Pts | J  | G  | N | P  | Bp | Bc | Diff |  | Résultats (▼ dom., ► ext.) |     |     |     |     |     |     |
| ---- | --------------- | --- | -- | -- | - | -- | -- | -- | ---- |  | -------------------------- | --- | --- | --- | --- | --- | --- |
| 1    | Allemagne       | 30  | 10 | 10 | 0 | 0  | 43 | 4  | +39  |  | Allemagne                  |     | 2-0 | 3-0 | 6-0 | 5-1 | 7-0 |
| 2    | Irlande du Nord | 19  | 10 | 6  | 1 | 3  | 17 | 6  | +11  |  | Irlande du Nord            | 1-3 |     | 2-0 | 2-0 | 4-0 | 4-0 |
| 3    | Tchéquie        | 15  | 10 | 4  | 3 | 3  | 17 | 10 | +7   |  | Tchéquie                   | 1-2 | 0-0 |     | 2-1 | 0-0 | 5-0 |
| 4    | Norvège         | 13  | 10 | 4  | 1 | 5  | 17 | 16 | +1   |  | Norvège                    | 0-3 | 1-0 | 1-1 |     | 2-0 | 4-1 |
| 5    | Azerbaïdjan     | 10  | 10 | 3  | 1 | 6  | 10 | 19 | -9   |  | Azerbaïdjan                | 1-4 | 0-1 | 1-2 | 1-0 |     | 5-1 |
| 6    | Saint-Marin     | 0   | 10 | 0  | 0 | 10 | 2  | 51 | -49  |  | Saint-Marin                | 0-8 | 0-3 | 0-6 | 0-8 | 0-1 |     |

## Les résultats en coupe des confédérations
Le 2 juillet 2017, l'Allemagne remporte la dernière édition de la coupe des confédérations, la seule figurant à son palmarès.
| Coupe des confédérations 2017 | Australie             | 2 - 3   | Allemagne                                     | Stade olympique, Sotchi                      |                                              |
| 19 juin 2017 18h00 UTC+3      | Rogić 41e · Jurić 56e | (1 - 2) | 5e Stindl · 44e (pen.) Draxler · 48e Goretzka | Spectateurs : 28 605 Arbitrage : Mark Geiger | Spectateurs : 28 605 Arbitrage : Mark Geiger |
| 19 juin 2017 18h00 UTC+3      | Rapport               |         |                                               | Spectateurs : 28 605 Arbitrage : Mark Geiger | Spectateurs : 28 605 Arbitrage : Mark Geiger |

| Coupe des confédérations 2017 | Allemagne  | 1 - 1   | Chili      | Kazan-Arena, Kazan                               |                                                  |
| 22 juin 2017 21h00 UTC+3      | Stindl 41e | (1 - 1) | 6e Sánchez | Spectateurs : 38 222 Arbitrage : Alireza Faghani | Spectateurs : 38 222 Arbitrage : Alireza Faghani |
| 22 juin 2017 21h00 UTC+3      | Rapport    |         |            | Spectateurs : 38 222 Arbitrage : Alireza Faghani | Spectateurs : 38 222 Arbitrage : Alireza Faghani |

| Coupe des confédérations 2017 | Allemagne                     | 3 - 1   | Cameroun      | Stade olympique, Sotchi                        |                                                |
| 25 juin 2017 18h00 UTC+3      | Demirbay 48e · Werner 66e 81e | (0 - 0) | 78e Aboubakar | Spectateurs : 30 230 Arbitrage : Wilmar Roldán | Spectateurs : 30 230 Arbitrage : Wilmar Roldán |
| 25 juin 2017 18h00 UTC+3      | Rapport                       |         |               | Spectateurs : 30 230 Arbitrage : Wilmar Roldán | Spectateurs : 30 230 Arbitrage : Wilmar Roldán |

| Demi-finale de la Coupe des confédérations 2017 | Allemagne                                  | 4 - 1   | Mexique    | Stade olympique, Sotchi                        |                                                |
| 29 juin 2017 21h00 UTC+3                        | Goretzka 6e 8e · Werner 59e · Younes 90+1e | (2 - 0) | 89e Fabián | Spectateurs : 37 923 Arbitrage : Néstor Pitana | Spectateurs : 37 923 Arbitrage : Néstor Pitana |
| 29 juin 2017 21h00 UTC+3                        | Rapport                                    |         |            | Spectateurs : 37 923 Arbitrage : Néstor Pitana | Spectateurs : 37 923 Arbitrage : Néstor Pitana |

| Finale de la Coupe des confédérations 2017 | Chili   | 0 - 1   | Allemagne  | Stade Krestovski, Saint-Pétersbourg            |                                                |
| 2 juillet 2017 21h00 UTC+3                 |         | (0 - 1) | 20e Stindl | Spectateurs : 57 268 Arbitrage : Milorad Mažić | Spectateurs : 57 268 Arbitrage : Milorad Mažić |
| 2 juillet 2017 21h00 UTC+3                 | Rapport |         |            | Spectateurs : 57 268 Arbitrage : Milorad Mažić | Spectateurs : 57 268 Arbitrage : Milorad Mažić |

## Les résultats en matchs amicaux
| Match amical                                     | Allemagne                      | 2 – 0   | Finlande | Borussia-Park, Mönchengladbach, Allemagne        |                                                  |
| 31 août 2016 · 20h45 · Historique des rencontres | Max Meyer 55e · Mesut Özil 77e | (0 – 0) |          | Spectateurs : 30 121 Arbitrage : Alexej Kulbakow | Spectateurs : 30 121 Arbitrage : Alexej Kulbakow |
| 31 août 2016 · 20h45 · Historique des rencontres | Rapport                        |         |          | Spectateurs : 30 121 Arbitrage : Alexej Kulbakow | Spectateurs : 30 121 Arbitrage : Alexej Kulbakow |

| Match amical                                         | Italie  | 0 – 0   | Allemagne | Giuseppe Meazza, Milan, Italie                     |                                                    |
| 15 novembre 2016 · 20h45 · Historique des rencontres |         | (0 – 0) |           | Spectateurs : 45 000 Arbitrage : Artur Soares Dias | Spectateurs : 45 000 Arbitrage : Artur Soares Dias |
| 15 novembre 2016 · 20h45 · Historique des rencontres | Rapport |         |           | Spectateurs : 45 000 Arbitrage : Artur Soares Dias | Spectateurs : 45 000 Arbitrage : Artur Soares Dias |

| Match amical                                     | Allemagne          | 1 – 0   | Angleterre | Signal Iduna Park, Dortmund, Allemagne         |                                                |
| 22 mars 2017 · 20h45 · Historique des rencontres | Lukas Podolski 69e | (0 – 0) |            | Spectateurs : 60 109 Arbitrage : Damir Skomina | Spectateurs : 60 109 Arbitrage : Damir Skomina |
| 22 mars 2017 · 20h45 · Historique des rencontres |                    |         |            | Spectateurs : 60 109 Arbitrage : Damir Skomina | Spectateurs : 60 109 Arbitrage : Damir Skomina |

| Match amical                                    | Danemark              | 1 – 1   | Allemagne          | Brøndby Stadion, Brøndby, Danemark               |                                                  |
| 6 juin 2017 · 20h45 · Historique des rencontres | Christian Eriksen 18e | (1 – 0) | Joshua Kimmich 88e | Spectateurs : 246 110 Arbitrage : Michael Oliver | Spectateurs : 246 110 Arbitrage : Michael Oliver |

| Match amical                                         | Angleterre | 0 – 0   | Allemagne | Wembley, Londres, Angleterre |                              |
| 10 novembre 2017 · 20h45 · Historique des rencontres |            | (0 – 0) |           | Arbitrage : Paweł Raczkowski | Arbitrage : Paweł Raczkowski |
| 10 novembre 2017 · 20h45 · Historique des rencontres |            |         |           | Arbitrage : Paweł Raczkowski | Arbitrage : Paweł Raczkowski |

| Match amical                                         | Allemagne                         | 2 – 2   | France                                            | Rhein-Energie-Stadion, Cologne, Allemagne |                          |
| 14 novembre 2017 · 20h45 · Historique des rencontres | Timo Werner 56e · Lars Stindl 93e | (0 – 1) | Alexandre Lacazette 33e · Alexandre Lacazette 71e | Arbitrage : Cüneyt Çakır                  | Arbitrage : Cüneyt Çakır |
| 14 novembre 2017 · 20h45 · Historique des rencontres |                                   |         |                                                   | Arbitrage : Cüneyt Çakır                  | Arbitrage : Cüneyt Çakır |

| Match amical                                     | Allemagne         | 1 – 1   | Espagne    | Esprit arena, Düsseldorf, Allemagne |                            |
| 23 mars 2018 · 20h45 · Historique des rencontres | Thomas Müller 35e | (1 – 1) | Rodrigo 6e | Arbitrage : William Collum          | Arbitrage : William Collum |
| 23 mars 2018 · 20h45 · Historique des rencontres |                   |         |            | Arbitrage : William Collum          | Arbitrage : William Collum |

| Match amical            | Allemagne | 0 – 1   | Brésil            | Olympiastadion, Berlin     |                            |
| 27 mars 2018 20h45 HAEC |           | (0 - 1) | Gabriel Jesus 37e | Arbitrage : Jonas Eriksson | Arbitrage : Jonas Eriksson |
| 27 mars 2018 20h45 HAEC | Rapport   |         |                   | Arbitrage : Jonas Eriksson | Arbitrage : Jonas Eriksson |

| Match amical           | Autriche                     | 2 – 1   | Allemagne | Wörthersee Stadion, Klagenfurt |                            |
| 2 juin 2018 18h00 HAEC | Hinteregger 53e · Schöpf 69e | (0 - 1) | 11e Özil  | Arbitrage : Pavel Královec     | Arbitrage : Pavel Královec |
| 2 juin 2018 18h00 HAEC | [ Rapport]                   |         |           | Arbitrage : Pavel Královec     | Arbitrage : Pavel Královec |

| Match amical           | Allemagne                     | 2 – 1   | Arabie saoudite | BayArena, Leverkusen                           |                                                |
| 8 juin 2018 19h30 HAEC | Werner 8e · Hawsawi 43e (csc) | (2 - 0) | 84e Al-Jassim   | Spectateurs : 30 210 Arbitrage : Slavko Vinčić | Spectateurs : 30 210 Arbitrage : Slavko Vinčić |
| 8 juin 2018 19h30 HAEC | [ Rapport]                    |         |                 | Spectateurs : 30 210 Arbitrage : Slavko Vinčić | Spectateurs : 30 210 Arbitrage : Slavko Vinčić |

## Les statistiques par joueur

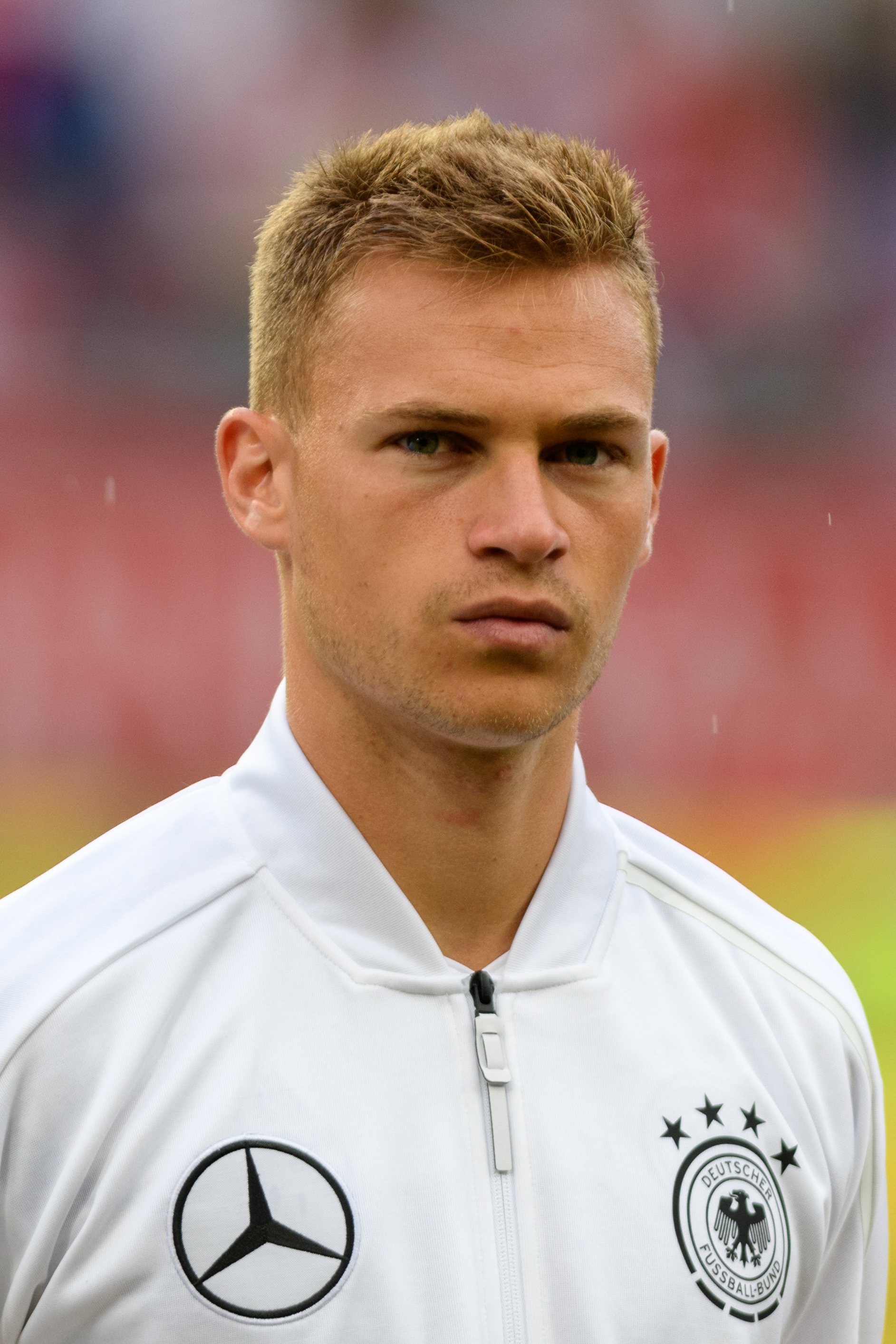
Durant cette campagne Joshua Kimmich aura été titulaire 24 fois sur 25 possibles, jouant en intégralité 23 matchs

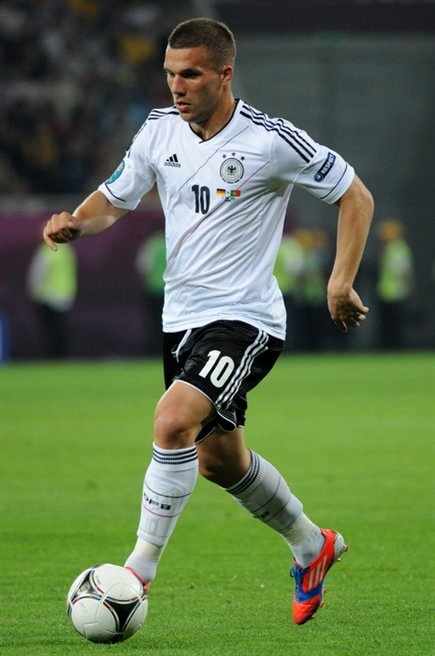
Lukas Podolski inscrira un ultime but pour son jubilé contre l'Angleterre.

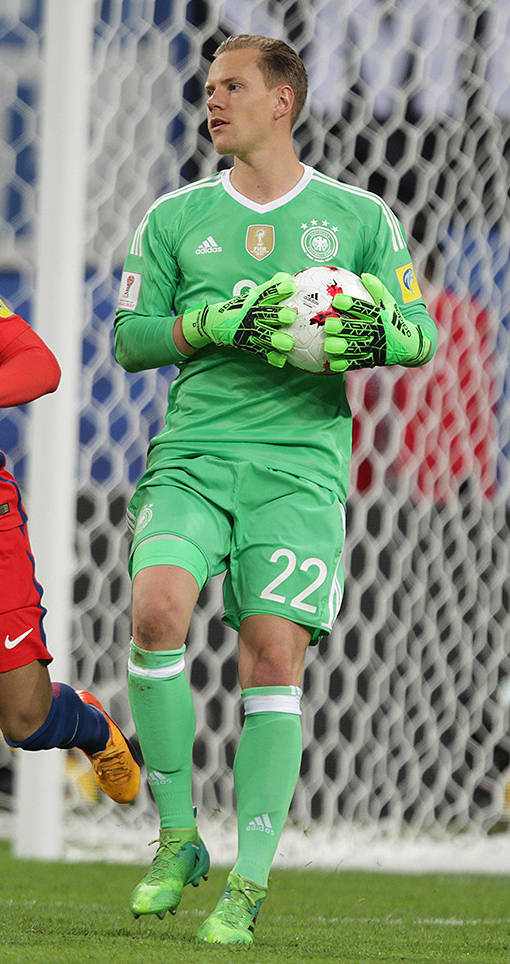
Marc-André ter Stegen aura pris la place de numéro 1 des gardiens durant cette campagne, profitant notamment de la blessure de Manuel Neuer

| Joueurs                                                            |    |    |    |    |    |    |    |    |    |    |    |    |    |    |    |    |    |    |    |    |    |    |    |    |    | Total minutes | Total et        | Total |
| Gardiens de but                                                    |    |    |    |    |    |    |    |    |    |    |    |    |    |    |    |    |    |    |    |    |    |    |    |    |    |               |                 | |
| Marc-André ter Stegen (FC Barcelone)                               | 46 | -  | -  | -  | 90 | -  | 90 | -  | -  | 90 | -  | 90 | 90 | 90 | 90 | 90 | 90 | 90 | -  | 90 | -  | 90 | -  | -  | 44 | 1 170         | -               | - |
| Manuel Neuer (Bayern Munich)                                       | -  | 90 | 90 | 90 | -  | -  | -  | -  | -  | -  | -  | -  | -  | -  | -  | -  | -  | -  | -  | -  | -  | -  | -  | 90 | 46 | 406           | -               | - |
| Bernd Leno (Bayer Leverkusen)                                      | 44 | -  | -  | -  | -  | 90 | -  | 90 | -  | -  | 90 | -  | -  | -  | -  | -  | -  | -  | 90 | -  | -  | -  | -  | -  | -  | 404           | -               | - |
| Kevin Trapp (Paris SG)                                             | -  | -  | -  | -  | -  | -  | -  | -  | 90 | -  | -  | -  | -  | -  | -  | -  | -  | -  | -  | -  | 90 | -  | 90 | -  | -  | 270           | -               | - |
| Défenseurs                                                         |    |    |    |    |    |    |    |    |    |    |    |    |    |    |    |    |    |    |    |    |    |    |    |    |    |               |                 | |
| Joshua Kimmich (Bayern Munich)                                     | 90 | 90 | 90 | 90 | 90 | 90 | 90 | 90 | 90 | 90 | 90 | 90 | 90 | 90 | 90 | 90 | 90 | 90 | 90 | 90 | -  | 90 | 90 | 90 | 81 | 2 151         | Averti          | But inscrit · But inscrit                                                                                     |
| Jonas Hector (FC Cologne)                                          | 63 | 90 | 68 | 81 | 90 | -  | 90 | 90 | 89 | 55 | 90 | 90 | -  | 90 | 90 | 90 | 90 | -  | -  | -  | -  | 90 | -  | 90 | 90 | 1 526         | -               | But inscrit · But inscrit                                                                                     |
| Mats Hummels (Bayern Munich)                                       | -  | 90 | 90 | 90 | 90 | 46 | 90 | 90 |    |    |    |    |    |    |    | 90 | 90 | 90 |    | 90 | 46 | 90 | -  | -  | 90 | 1 172         | Averti          | But inscrit                                                                                                   |
| Antonio Rüdiger (AS Rome, puis Chelsea FC)                         | -  | -  | -  | -  | -  | -  | 90 | -  | 90 | -  | 90 | -  | 90 | 90 | 90 | 29 | 90 | -  | 68 | 90 | 44 | -  | 90 | 90 | -  | 1 041         | -               | But inscrit                                                                                                   |
| Sebastian Rudy (1899 Hoffenheim, puis Bayern Munich)               | -  | -  | -  | -  | -  | 90 | 6  | 1  | 59 | -  | 90 | 90 | 74 | 90 | 90 | -  | 60 | 90 | -  | 4  | 15 | -  | -  | 44 | -  | 803           | Averti · Averti | But inscrit                                                                                                   |
| Matthias Ginter (Borussia Dortmund, puis Borussia Mönchengladbach) | -  | -  | -  | -  | -  | -  | -  | -  | 66 | -  | -  | 90 | 90 | 90 | 90 | 90 | -  | -  | 54 | 90 | -  | -  | -  | -  | 9  | 669           | -               | - |
| Niklas Süle (TSG 1899 Hoffenheim, puis Bayern Munich)              | 59 | -  | -  | -  | -  | -  | -  | -  | 90 | -  | 27 | 90 | 90 | -  | 2  | -  | -  | -  | 22 | -  | 90 | -  | 22 | 90 | 44 | 626           | -               | - |
| Shkodran Mustafi (Arsenal FC)                                      | 90 | -  | -  | 21 | -  | 90 | -  | -  | -  | 90 | 90 | 90 | -  | -  | 90 | -  | -  | -  | 36 | -  | -  | -  | -  | -  | -  | 597           | -               | But inscrit                                                                                                   |
| Jérôme Boateng (Bayern Munich)                                     | -  | -  | 90 | 69 | -  | -  | -  | -  | -  | -  | -  | -  | -  | -  | -  | -  | -  | 90 | -  | -  | -  | 90 | 68 | -  | 46 | 453           | -               | - |
| Marvin Plattenhardt (Hertha Berlin)                                | -  | -  | -  | -  | -  | -  | -  | -  | 1  | 35 | -  | -  | 90 | -  | -  | -  | -  | 90 | -  | -  | 90 | -  | 90 | -  | -  | 396           | Averti          | - |
| Benedikt Höwedes (Schalke 04)                                      | -  | 90 | 22 | -  | -  | 90 | -  | 90 | -  | -  | -  | -  | -  | -  | -  | -  | -  | -  | -  | -  | -  | -  | -  | -  | -  | 292           | Averti          | - |
| Benjamin Henrichs (Bayer Leverkusen)                               | -  | -  | -  | -  | 90 | -  | -  | -  | -  | -  | -  | -  | 16 | 90 | -  | -  | -  | -  | -  | -  | -  | -  | -  | -  | -  | 196           | -               | - |
| Yannick Gerhardt (VfL Wolfsbourg)                                  | -  | -  | -  | -  | -  | 90 | -  | -  | -  | -  | -  | -  | -  | -  | -  | -  | -  | -  | -  | -  | -  | -  | -  | -  | -  | 90            | -               | - |
| Marcel Halstenberg (RB Leipzig)                                    | -  | -  | -  | -  | -  | -  | -  | -  | -  | -  | -  | -  | -  | -  | -  | -  | -  | -  | -  | 90 | -  | -  | -  | -  | -  | 90            | -               | - |
| Jonathan Tah (Bayer Leverkusen)                                    | 31 | -  | -  | -  | -  | 44 | -  | -  | -  | -  | -  | -  | -  | -  | -  | -  | -  | -  | -  | -  | -  | -  | -  | -  | -  | 75            | Averti          | - |
| Milieux                                                            |    |    |    |    |    |    |    |    |    |    |    |    |    |    |    |    |    |    |    |    |    |    |    |    |    |               |                 | |
| Julian Draxler (Paris SG)                                          | -  | 85 | 80 | 90 | -  | -  | 59 | 84 | 90 | 76 | 90 | 90 | 81 | 81 | 90 | 23 | 90 | 72 | -  | 67 | 90 | 68 | 90 | 14 | 90 | 1 600         | -               | But inscrit · But inscrit · But inscrit · But inscrit                                                         |
| Toni Kroos (Real Madrid)                                           | -  | 90 | 76 | 90 | -  | -  | 90 | 89 | -  | -  | -  | -  | -  | -  | -  | 90 | 90 | 90 | -  | -  | 90 | 90 | 90 | -  | 90 | 1 065         | -               | But inscrit                                                                                                   |
| Thomas Müller (Bayern Munich)                                      | 12 | 90 | 90 | 90 | 90 | 60 | 13 | 90 | -  | -  | -  | -  | -  | -  | -  | 90 | 46 | 83 | 69 | -  | -  | 81 | -  | -  | 75 | 979           | Averti          | But inscrit · But inscrit · But inscrit · But inscrit · But inscrit · But inscrit                             |
| Leon Goretzka (Schalke 04)                                         | -  | -  | -  | -  | 13 | 60 | -  | -  | 78 | 90 | 90 | 90 | -  | 67 | 90 | -  | 44 | 66 | 90 | -  | -  | 9  | 61 | 34 | -  | 882           | Averti          | But inscrit · But inscrit · But inscrit · But inscrit · But inscrit                                           |
| Mesut Özil (Arsenal FC)                                            | 37 | 90 | 90 | 46 | -  | -  | -  | 29 | -  | -  | -  | -  | -  | -  | -  | 90 | 90 | -  | -  | 90 | 90 | 90 | -  | 76 | -  | 818           | -               | But inscrit · But inscrit · But inscrit                                                                       |
| Sami Khedira (Juventus Turin)                                      | -  | 84 | 90 | 90 | 77 | -  | -  | 90 | -  | -  | -  | -  | -  | -  | -  | -  | 30 | -  | -  | -  | 75 | 53 | -  | 46 | 90 | 725           | Averti · Averti | But inscrit · But inscrit                                                                                     |
| İlkay Gündoğan (Manchester City)                                   | -  | -  | 14 | 44 | 90 | 90 | -  | -  | -  | -  | -  | -  | -  | -  | -  | -  | -  | -  | -  | 86 | 65 | 37 | 81 | 56 | 33 | 596           | Averti          | - |
| Emre Can FC Liverpool                                              | -  | -  | -  | -  | -  | -  | 24 | -  | -  | 90 | 12 | 90 | 90 | 23 | 11 | 11 | -  | 24 | 90 | 23 | 83 | -  | -  | -  | -  | 571           | Averti · Averti | But inscrit                                                                                                   |
| Julian Brandt (Bayer Leverkusen)                                   | 78 | 18 | 10 | -  | -  | -  | -  | -  | -  | 90 | 63 | -  | 13 | 12 |    | 61 | -  | -  | 90 | 3  | -  | -  | 29 | 67 | 15 | 549           | -               | But inscrit                                                                                                   |
| Mario Götze (Borussia Dortmund)                                    | 90 | 72 | 90 | 90 | 71 | 20 | -  | -  | -  | -  | -  | -  | -  | -  | -  | -  | -  | -  | -  | -  | 25 | -  | -  | -  | -  | 458           | -               | - |
| Leroy Sané (Manchester City)                                       | -  | -  | -  | -  | -  | -  | 90 | 6  | -  | -  | -  | -  | -  | -  | -  | -  | -  | 18 | 90 | 87 | -  | 22 | 61 | 67 | -  | 441           | -               | - |
| Julian Weigl (Borussia Dortmund)                                   | 22 | 6  | -  | -  | -  | 70 | 66 | -  | -  | -  | -  | -  | -  | -  | -  | -  | -  | -  | -  | -  | -  | -  | -  | -  | -  | 164           | -               | - |
| André Schürrle Borussia Dortmund                                   | -  | -  | -  | -  | -  | -  | 31 | 90 | -  | -  | -  | -  | -  | -  | -  | -  | -  | -  | -  | -  | -  | -  | -  | -  | -  | 121           | -               | But inscrit · But inscrit                                                                                     |
| Serge Gnabry (Werder Brême, puis TSG 1899 Hoffenheim)              | -  | -  | -  | -  | 90 | 30 | -  | -  | -  | -  | -  | -  | -  | -  | -  | -  | -  | -  | -  | -  | -  | -  | -  | -  | -  | 120           | -               | But inscrit · But inscrit · But inscrit                                                                       |
| Max Meyer (Schalke 04)                                             | 90 | 5  | -  | -  | 19 | -  | -  | -  | -  | -  | -  | -  | -  | -  | -  | -  | -  | -  | -  | -  | -  | -  | -  | -  | -  | 114           | -               | But inscrit                                                                                                   |
| Karim Bellarabi (Bayer Leverkusen)                                 | 90 | -  | -  | -  | -  | -  | -  | -  | -  | -  | -  | -  | -  | -  | -  | -  | -  | -  | -  | -  | -  | -  | -  | -  | -  | 90            | -               | - |
| Kerem Demirbay (1899 Hoffenheim)                                   | -  | -  | -  | -  | -  | -  | -  | -  | 12 | -  | -  | -  | 77 | -  | -  | -  | -  | -  | -  | -  | -  | -  | -  | -  | -  | 89            | -               | But inscrit                                                                                                   |
| Lukas Podolski (Galatasaray, puis Vissel Kobe)                     | -  | -  | -  | -  | -  | -  | 84 | -  | -  | -  | -  | -  | -  | -  | -  | -  | -  | -  | -  | -  | -  | -  | -  | -  | -  | 84            | -               | But inscrit                                                                                                   |
| Marco Reus (Borussia Dortmund)                                     | -  | -  | -  | -  | -  | -  | -  | -  | -  | -  | -  | -  | -  | -  | -  | -  | -  | -  | -  | -  | -  | -  | -  | 23 | 57 | 80            | -               | - |
| Bastian Schweinsteiger (Manchester United, puis Chicago Fire)      | 68 | -  | -  | -  | -  | -  | -  | -  | -  | -  | -  | -  | -  | -  | -  | -  | -  | -  | -  | -  | -  | -  | -  | -  | -  | 68            | -               | - |
| Amin Younes (Ajax Amsterdam)                                       | -  | -  | -  | -  | -  | -  | -  | 24 | -  | -  | -  | -  | 9  | 9  | -  | -  | -  | -  | 21 | -  | -  | -  | -  | -  | -  | 63            | -               | But inscrit                                                                                                   |
| Diego Demme (RB Leipzig)                                           | -  | -  | -  | -  | -  | -  | -  | -  | -  | 14 | -  | -  | -  | -  | -  | -  | -  | -  | -  | -  | -  | -  | -  | -  | -  | 14            | -               | - |
| Attaquants                                                         |    |    |    |    |    |    |    |    |    |    |    |    |    |    |    |    |    |    |    |    |    |    |    |    |    |               |                 | |
| Timo Werner (RB Leipzig)                                           | -  | -  | -  | -  | -  | -  | 77 | -  | -  | 35 | 32 | -  | 90 | 90 | 79 | 79 | 66 | -  | -  | 73 | 85 | 84 | 9  | 23 | 62 | 884           | -               | But inscrit · But inscrit · But inscrit · But inscrit · But inscrit · But inscrit · But inscrit · But inscrit |
| Lars Stindl (Borussia Mönchengladbach)                             | -  | -  | -  | -  | -  | -  | -  | -  | 90 | 55 | 78 | 90 | -  | 78 | 90 | 67 | -  | 7  | 90 | -  | 7  | -  | 29 | -  | -  | 681           | Averti          | But inscrit · But inscrit · But inscrit · But inscrit                                                         |
| Sandro Wagner (1899 Hoffenheim)                                    | -  | -  | -  | -  | -  | -  | -  | -  | 90 | 90 | 58 | -  | -  | -  | -  | -  | -  | 90 | 90 | 17 | 5  | -  | 28 | -  | -  | 468           | Averti          | But inscrit · But inscrit · But inscrit · But inscrit · But inscrit                                           |
| Mario Gomez (VfL Wolfsbourg)                                       | -  | -  | -  | -  | 71 | -  | -  | 61 | -  | -  | -  | -  | -  | -  | -  | -  | 24 | -  | -  | -  | -  | 6  | 62 | 14 | 28 | 266           | -               | But inscrit                                                                                                   |
| Kevin Volland (Bayer Leverkusen)                                   | 90 | -  | -  | 9  | 19 | 30 | -  | -  | -  | -  | -  | -  | -  | -  | -  | -  | -  | -  | -  | -  | -  | -  | -  | -  | -  | 148           | -               | But inscrit                                                                                                   |
| Nils Petersen (SC Fribourg)                                        | -  | -  | -  | -  | -  | -  | -  | -  | -  | -  | -  | -  | -  | -  | -  | -  | -  | -  | -  | -  | -  | -  | -  | 76 | -  | 76            | -               | - |
| Joueurs                                                            |    |    |    |    |    |    |    |    |    |    |    |    |    |    |    |    |    |    |    |    |    |    |    |    |    | Total minutes | Total et        | Total |

## Navigation
- Campagne 2018-2020 de l'équipe d'Allemagne de football >>>>
- Campagne 2014-2016 de l'équipe d'Allemagne de football <<<<